# HD 100673
A Centauri
Ne doit pas être confondu avec a Centauri (V761 Centauri), ni avec Alpha Centauri.
Désignations
A Centauri (A Cen), également désignée HD 100673 ou HR 4460, est une étoile de la constellation australe du Centaure, visible à l’œil nu avec une magnitude apparente de 4,61. Les mesures de parallaxes effectuées par le satellite Hipparcos indiquent que l'étoile est distante de 430 ± 10 a.l. (∼ 132 pc) de la Terre, et elle s'éloigne du système solaire à une vitesse radiale de +5,70 km/s.
A Centauri est une étoile bleu-blanc de la séquence principale de type spectral B9V. Il s'agit d'une étoile Be, ce qui signifie que son spectre montre des raies en émission en plus des raies d'absorption ordinaires en raison de la présence d'un disque de gaz circumstellaire. Le spectre de A Centauri ne montre pas de raies d'absorption qui seraient dues à ce disque comme c'est le cas des étoiles à enveloppe.
Il s'agit d'une étoile solitaire, sans compagnon détecté,. L'étoile est environ 3,6 fois plus massive que le Soleil et son rayon vaut entre 2,4 et 3,1 fois celui du Soleil. Elle tourne rapidement sur elle-même à une vitesse de rotation projetée de 160 km/s. Elle est 306 fois plus lumineuse que le Soleil et sa température de surface est de 10 600 K.
A Centauri montre un léger excès d'infrarouge, ce qui indique la présence d'un disque de débris de poussières froides en orbite autour de l'étoile. La poussière entourant A Centauri possède une température d’environ 180 K (−93 °C) et le disque est localisé à une distance de 38,8 UA de l'étoile.